# Karmutzen Range
Karmutzen Range är ett berg i Kanada.   Det ligger i provinsen British Columbia, i den sydvästra delen av landet, 3 800 km väster om huvudstaden Ottawa. Toppen på Karmutzen Range är 910 meter över havet.
Terrängen runt Karmutzen Range är bergig åt nordost, men åt sydväst är den kuperad. Trakten runt Karmutzen Range är nära nog obefolkad, med mindre än två invånare per kvadratkilometer.. 
I omgivningarna runt Karmutzen Range växer i huvudsak barrskog.